# Castelo de Maruoka
O Castelo de Maruoka (em japonês 丸岡城 Maruoka-jō) localiza-se em Maruoka, na província de Fukui, no Japão. Considerado o castelo mais antigo do país, também é conhecido como "Kasumi ga jō" ("Castelo da bruma"), devido à lenda que conta que sempre que um inimigo se aproxima do castelo, uma espessa bruma aparece a esconder o castelo.
Construído em 1576 por ordem de Shibata Katsutoyo, apenas resta a torre central (donjon), sendo os terrenos envolventes utilizados pela população local para festivais, como os "hanami" ou paradas tradicionais.